# Brickellia pedunculosa
Brickellia pedunculosa là một loài thực vật có hoa trong họ Cúc. Loài này được (DC.) Harc. & Beaman mô tả khoa học đầu tiên năm 1967.